# サマーランド (映画)
『サマーランド』（原題:Summerland）は2020年に公開されたイギリスのドラマ映画である。監督はジェシカ・スウェイル、主演はジェマ・アータートンが務めた。本作はスウェイルの映画監督デビュー作でもある。

## 概略
1970年代半ば、イングランドのケント州。作家のアリス・ラムは生まれ故郷の田舎町でひっそりと暮らしていた。そんなある日、アリスは不意に若い頃の思い出―学生時代にヴェラという名前の女性と恋に落ちたこと、第二次世界大戦中、ロンドンから疎開してきた少年（フランク）と絆を深めたこと―を思い出すのだった。

## キャスト
- ジェマ・アータートン - アリス・ラム
  - ペネロープ・ウィルトン - 老年期のアリス・ラム
- ググ・バサ＝ロー - ヴェラ
- トム・コートネイ - ミスター・サリヴァン
- ルーカス・ボンド - フランク
- ディクシー・エジャリック - エディ
- ドミニク・マグリーヴィ - 少年

## 製作
2017年4月28日、ジェマ・アータートンが本作に出演することになったと報じられた。2018年5月、ググ・バサ＝ロー、ペネロープ・ウィルトン、トム・コートネイがキャスト入りした。9月、本作の主要撮影がイギリスのイースト・サセックス一帯で始まった。2019年2月11日、フォルカー・バーテルマンが本作で使用される楽曲を手掛けるとの報道があった。

## 公開・マーケティング
2018年10月31日、ライオンズゲートUKが本作の全英配給権を獲得したとの報道があった。2020年4月20日、IFCフィルムズが本作の全米配給権を購入したと報じられた。7月14日、本作のオフィシャル・トレイラーが公開された。

## 評価
本作は批評家から好意的に評価されている。映画批評集積サイトのRotten Tomatoesには83件のレビューがあり、批評家支持率は76%、平均点は10点満点で6.55点となっている。サイト側による批評家の見解の要約は「普通の生活があっさりとドラマチックになっていくことに違和感を覚えなくはない。しかし、ジェマ・アータートンの演技のお陰で、『サマーランド』はプラスアルファの魅力が加わえられた。」となっている。また、Metacriticには20件のレビューがあり、加重平均値は55/100となっている。